# Läusbach
Der Läusbach ist ein etwas über einen Kilometer langer Bach in Wiesbaden und ein linker Zufluss des Wickerbachs. 

## Verlauf
Der Läusbach entspringt nördlich des Wiesbadener Stadtteils Naurod und mündet im Süden desselben Stadtteils in den Zwergbach, den westlichen der beiden Quellbäche des Wickerbachs.